# America (goleta)
America era el nombre de la goleta que ganó el 22 de agosto de 1851 la primera Copa de las Cien Guineas (posterior Copa América) auspiciada por la reina Victoria del Reino Unido.

## Construcción
La goleta, construida empleando varios tipos de madera (entre ellos, la de cedro), se construyó en 1851, en los astilleros de William H. Brown.

## Participación en la copa

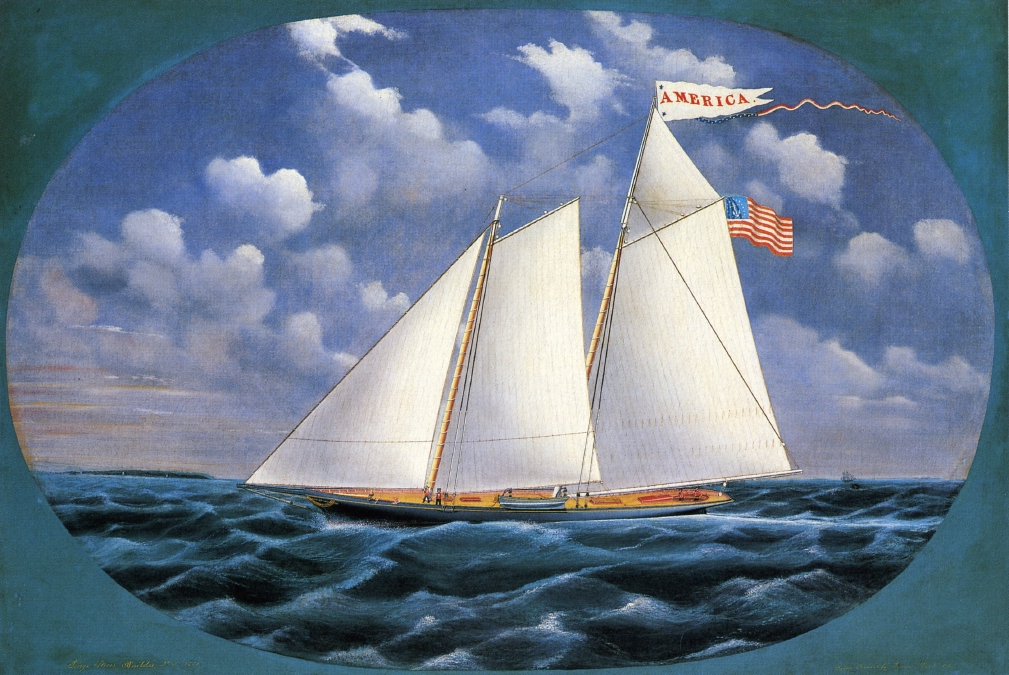
La America en 1851, cuadro de James Bard.

El Royal Yacht Squadron británico, que había preparado para la ocasión a 14 yates, desafió al New York Yacht Club, que decidió participar en la contienda con la goleta America, en un recorrido que rodearía la isla de Wight. La  America venció con 8 minutos de ventaja sobre la segunda, la británica Aurora, adjudicándose la copa que había sido otorgada como premio para celebrar la primera exposición universal de Londres.
Cuando la reina Victoria escuchó hablar de la victoria de la America, preguntó qué barco había llegado en segundo lugar y, le respondieron: "There is no second, your Majesty" ("No hay segundo, Majestad"). De aquí nacería el lema de la Copa América "there is no second".
El premio de la copa había recibido el nombre "Copa de las Cien Guineas" (por lo que había costado) o también "Queen's Cup" ("Copa de la Reina"), pero desde entonces adquirió el de America's Cup (Copa América).

## Servicio
La goleta fue rebautizada como Camilla en 1856, y posteriormente como Memphis en 1860 tras ser capturada como botín de guerra por los Estados Confederados de América. Al final del enfrentamiento bélico de la Guerra de Secesión, fue hundida en Jacksonville en 1862. Una vez tomado Jacksonville por los unionistas fue reflotada y rehabilitada, volviendo a ser puesta en servicio en la Armada de los Estados Unidos con el nombre original de America y, una vez armada con tres cañones Dahlgren de bronce, participó en el bloqueo de puertos de la Confederación.
Permaneció en servicio hasta 1873, cuando fue dada de baja y vendida a un exgeneral y político, Benjamin Franklin Butler, que la tuvo en condiciones de servicio y la hizo participar en diferentes competiciones. Después de su muerte pasó por varias manos hasta que fue restaurada en 1921 por el America Restoration Fund, que la donó a la Academia Naval de los Estados Unidos, donde no se realizaron las labores de mantenimiento necesarias y donde, el 29 de marzo de 1942, la estructura del cobertizo donde estaba abandonada se hundió por el peso de las nevadas. Finalmente los restos de la estructura y la America fueron quemadas en 1945. Solo se conservan algunos restos en el Club de Yates de Nueva York, como el águila de su espejo de popa y un palo que se utiliza en su sede de Newport (Rhode Island) como mástil de señales.